# Torowisko (film)
Torowisko – polski dramat z 1999 roku.

## Fabuła
Akcja filmu toczy się w prowincjonalnym miasteczku. Maria, pracując w kolejowej nastawni, obserwuje przejazdy pociągów, jednak młoda dziewczyna chce wyrwać się z ospałej miejscowości i podąża za swoją przyjaciółką, Krystyną. Maria jest uzależniona od matki, ale ma szansę zmienić swoje życie poprzez poznanego niedawno maszynistę Zbyszka. Jednak jego uwodzicielką okazuje się Krystyna. Ta z kolei zostaje zgwałcona przez robotnika kolejowego i traci nadzieję na lepsze życie. Przypadkowym świadkiem gwałtu jest Maria, jednak nie chce pomóc swojej przyjaciółce. Przyjaźń się rozpada.
Reżyserka próbuje w tym obrazie ukazać widzom dwoistą naturę rzeczywistości oraz wyrafinowane, przewrotne relacje między widzialnym i niewidzialnym, zewnętrznym i wewnętrznym, duchowym i cielesnym, a także nowoczesnym i tradycyjnym (konwencjonalnym). Obie bohaterki poruszają się na innej płaszczyźnie rzeczywistości, z których obie nie są równoważne. 
Świat Marii zdecydowanie góruje, co czyni ją najważniejszą, główną bohaterką obrazu. Jej świat jest zamknięty, skierowany ku wnętrzu. Nastawnia, miejsce jej pracy, stanowi swoistą szklana kulę. Sama kreacja aktorska Karoliny Dryzner (filmowej Marii) jest wyzbyta cielesności, niepociągająca, przekazująca wewnętrzne emocje głównie mimiką. Nie jest oryginalna, nie dąży do bycia nowoczesną, chce pozostawać w swojej zamkniętej, nieujawnianej rzeczywistości. Ze stanu tego nie jest jednak zadowolona, odczuwa swoje ograniczenia, próbuje też na swój sposób protestować. 
Świat Krystyny jest odmienny, bardziej złożony i intrygujący, niemniej pozostaje na drugim planie. Reżyserka, według krytyka Iwony Grodź, zbyt dosadnie, schematycznie i tendencyjnie potraktowała jej materialność i powierzchowność, niedostatecznie pogłębiając obraz tej postaci. Krystyna usiłuje być wyzywająca, często prowokuje mężczyzn, pretensjonalnie naśladuje drugorzędne modelki, a w swoim zachowaniu jest wyrazista i pociągająca (Ewa Lorska).
Relacja między Marią a Krystyną staje się z czasem coraz bardziej toksyczna. Świat Krystyny pociąga Marię, usiłuje się ona do niego nieudolnie wkraść. Rodzą się w niej trudne do opanowania uczucia. Zazdrości jej przebojowości i powodzenia u mężczyzn. Rodzi się w niej nienawiść, która kumuluje w momencie braku reakcji na gwałt, któremu ulega Krystyna. Silna relacja działa tylko w jedną stronę. Krystyna pozostaje całkowicie poza wpływami Marii. Dzieje się tak jednak tylko do momentu, kiedy jej los od niej nie zależy – potem sytuacja się odwraca. Otwarta na świat Krystyna zostaje pochłonięta przez tuzinkową, małomiasteczkową rzeczywistość, od której tak pragnęła uciec, natomiast Maria prawdopodobnie opuszcza ten świat i odjeżdża z niego pociągiem.

## Obsada
- Karolina Dryzner – Maria
- Ewa Dałkowska – matka Marii
- Michał Litwiniec – Robert
- Ewa Lorska – Krystyna
- Marcin Dorociński – Zbyszek
- Adam Woronowicz – Andrzej
- Sławomir Orzechowski – Roman
- Marek Kalita – Zenek
- Adam Ferency – Staszek
- Henryk Talar – Łazarek
- Tadeusz Szymków – kierowca samochodu
- Danuta Szaflarska – babcia Andrzeja
- Dorota Gorjainow – żona kierowcy
- Ewa Konstancja Bułhak – żona Łazarka
- Łukasz Matecki – "Mały"
- Wojciech Białas – Bolek
- Waldemar Prokopowicz – kolejarz
- Jan Hencz – akwizytor
- Marcin Brykczyński – ksiądz
- Krystyna Rutkowska – samotna kobieta
- Katarzyna Bargiełowska – kobieta z wózkiem
- Jan Paweł Kruk – kolejarz
- Robert Ostolski – "Łysy"
- Ryszard Chlebuś – dyżurny ruchu
- Izabela Kuna – dziennikarka
- Marcel Szytenchelm – uczestnik teleturnieju
- Tomasz Kubiatowicz – prowadzący teleturniej

## Plenery
Miejsca plenerowe to: Nakielnica, Olechów, Glinik, Ksawerów.